# Sheue-yann Cheng
Pour les articles homonymes, voir Cheng.
Sheue-yann Cheng (née en 1939) est une généticienne moléculaire américaine, pionnière du développement de modèles murins pour comprendre la base moléculaire des maladies dues aux mutations des récepteurs des hormones thyroïdiennes. Elle  est chercheuse principale à l'Institut national du cancer américain et chef de la section de régulation des gènes.

## Éducation
Sheue-yann Cheng a terminé un BS de l'Université nationale de Taiwan en 1961. Elle a obtenu un doctorat en chimie pharmaceutique au centre médical UCSF. Sa thèse en 1966 était intitulée Nonclassical steroid analogues (Analogues de stéroïdes non classiques). Le comité de thèse de Cheng comprenait Manfred E. Wolff, Henry Rapoport et Berton E. Ballard.  Elle a été chercheuse postdoctorale à l'Université de Chicago et au National Institute of Diabetes and Digestive and Kidney Diseases.

## Carrière
Cheng rejoint le National Cancer Institute (NCI) en tant que chercheuse principale en 1979 et a été promue chef de la section de régulation génétique en 1991. Elle a été promue au rang d'enquêteur principal en 2016,.
Cheng a été une membre régulière de la session d'étude d'endocrinologie moléculaire et cellulaire du NIH et conseiller du Howard Hughes Medical Institute -NIH Research Scholars. Elle a été conseillère scientifique au NCI Center of Cancer Research. Elle est actuellement rédactrice en chef associée de Thyroid, rédactrice en chef associée de l'American Journal of Cancer Research, rédactrice associée de Frontier-Endocrinology-Thyroid et fait également partie des comités de rédaction de plusieurs revues scientifiques,.

### Recherche
Cheng est reconnue à l'échelle internationale pour son travail dans la compréhension des actions moléculaires des récepteurs hormonaux thyroïdiens mutants in vivo et la biologie des récepteurs nucléaires des hormones thyroïdiennes. Elle a été la pionnière du développement de modèles murins pour comprendre la base moléculaire des maladies dues aux mutations des récepteurs des hormones thyroïdiennes. Ses études sur des modèles murins d' hypothyroïdie et de résistance à l'hormone thyroïdienne ont permis de comprendre le rôle des mutations de sous-types de récepteurs d'hormones thyroïdiennes dans la genèse de différentes maladies humaines, dont des cancers. Sheue-yann Cheng a développé des modèles murins précliniques de cancer de la thyroïde folliculaire métastatique et de cancer de la thyroïde anaplasique . Elle se concentre sur l'élucidation des voies de signalisation modifiées pour comprendre la génétique moléculaire sous-jacente à la carcinogenèse thyroïdienne. Elle a identifié des cibles moléculaires pour un traitement potentiel du cancer de la thyroïde.

## Récompenses et honneurs
Cheng a reçu le  National Institutes of Health MERIT Award (en) pour ses réalisations exceptionnelles, le Scientific Achievement Award de la Chinese Medical and Health Association, le Charles Harkin Award du NCI, le Sidney H.Ingbar Distinguished Lectureship Award de l'American Thyroid Association et l'Abbott Thyroid Research Clinical Fellowship Mentor Award de l'Endocrine Society . Elle est récipiendaire de la médaille John B. Stanbury de physiopathologie de la thyroïde  délivrée par l'Association américaine de la thyroïde.